# 하인드작은집박쥐
하인드작은집박쥐(Scotoecus hindei)는 애기박쥐과에 속하는 박쥐의 일종이다. 카메룬과 콩고공화국, 케냐, 말라위, 모잠비크, 나이지리아, 소말리아, 남수단, 탄자니아 그리고 잠비아에서 발견된다. 자연 서식지는 건조 사바나 지역이다.